# Kurt Birkle
| 5879 Almeria | 8 febbraio 1992 |

Kurt Birkle (8 gennaio 1939 – 1º gennaio 2010) è stato un astronomo tedesco.
Ha iniziato la propria carriera all'Osservatorio di Heidelberg nel 1969 per poi passare all'Istituto Max Planck di astronomia. Fu direttore dell'Osservatorio di Calar Alto in Spagna dal 1973 al 1998.
Il Minor Planet Center gli accredita la scoperta di nove asteroidi, effettuate tra il 1989 e il 1993, tutte in collaborazione con altri astronomi: Johann Martin Baur, Hermann Boehnhardt e Ulrich Hopp.
Gli è stato dedicato l'asteroide 4803 Birkle.